# Mark Levengood

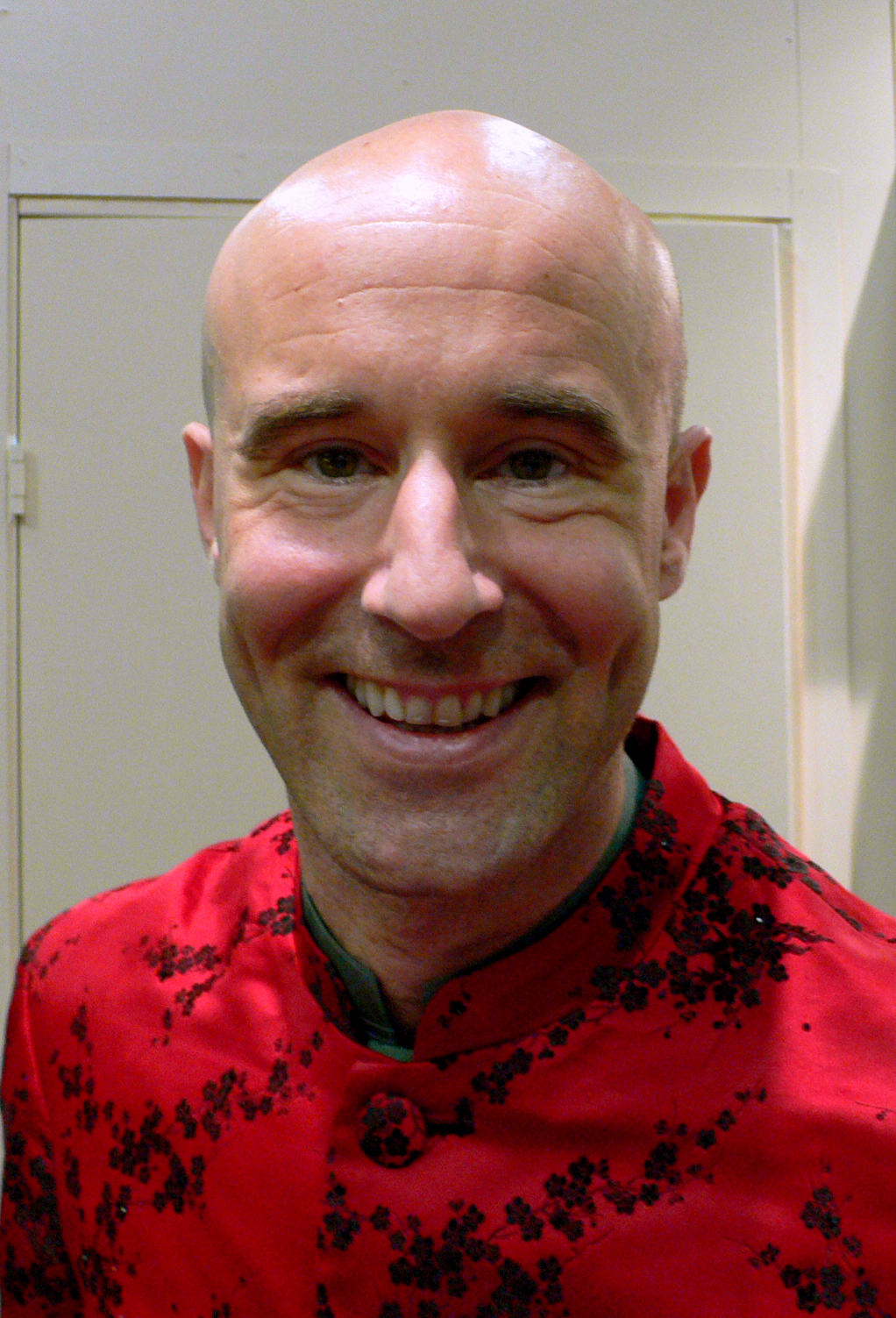
Mark Levengood em 2007

Mark Levengood, nascido em 10 de Julho de 1964, na Carolina do Norte, é um finlandês de língua sueca que cresceu em Helsínquia. Ele é um jornalista, escritor e apresentador de talk show, e é o marido de Jonas Gardell. Eles têm dois filhos, um menino, que é filho biológico de Gardell, e uma menina, que é filho de Levengood.

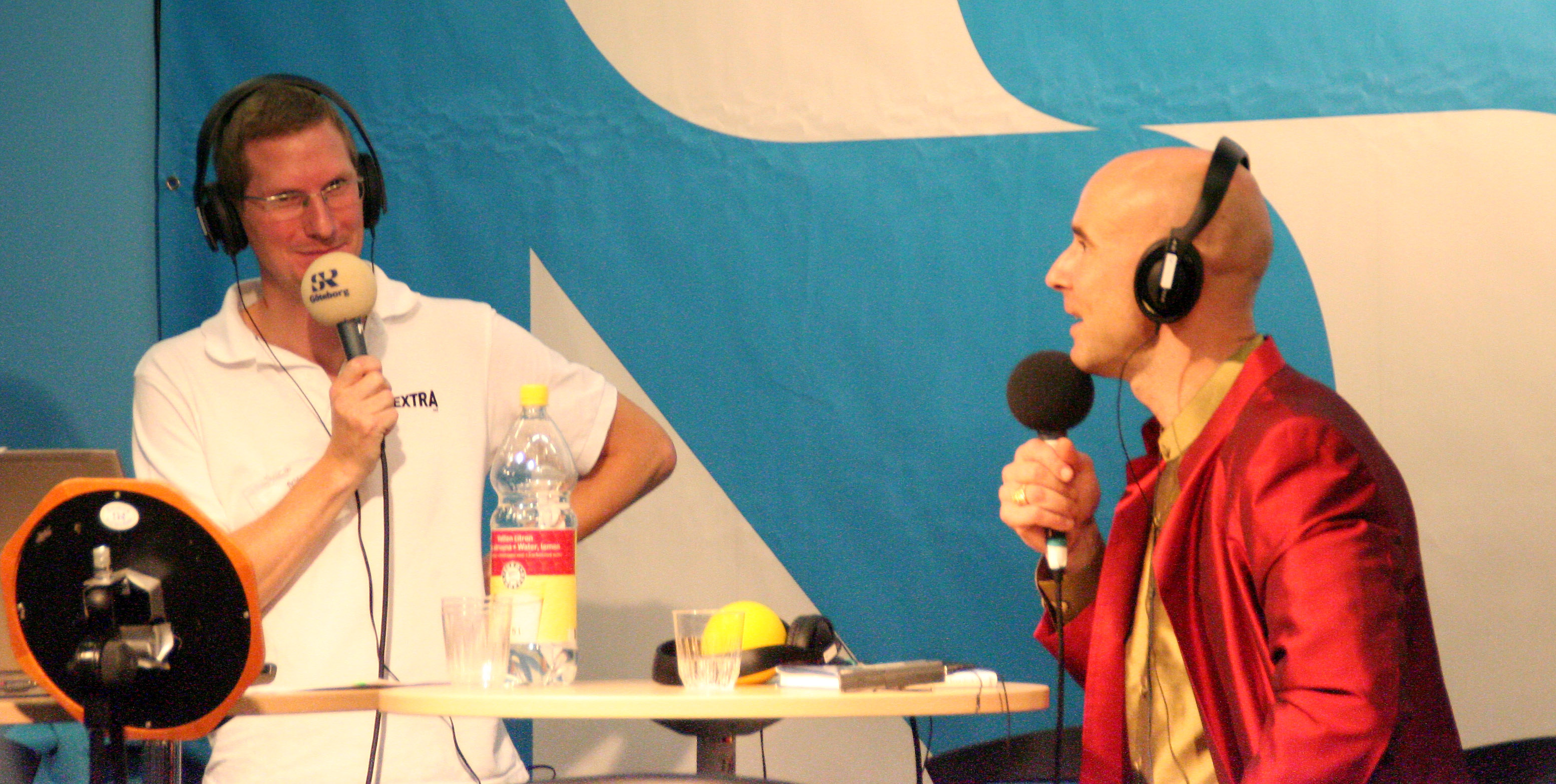
Levengood entrevistado pela rádio sueca no Livro e da Biblioteca Feira de Gotemburgo, em 2006.